# Otto Heinrich Fugger
Pour les articles homonymes, voir Fugger.
Otto Heinrich Fugger, comte de Kirchberg et de Weissenhorn, né en 1592 et mort en 1644, est un militaire de la guerre de Trente Ans.

## Biographie
Il entra au service de l'Espagne, et fut fait colonel en 1617 en récompensé de sa belle conduite devant Verceil. Il leva des troupes à ses frais pour marcher contre la Bohême révoltée, et fut ensuite envoyé dans les Pays-Bas, où il assista au siège de Bréda en 1624. Les nouveaux troubles de l'Allemagne lui fournirent de nouvelles occasions de se signaler ; il aida le général Tilly à soumettre la Franconie en 1632, eut le commandement en chef de l'armée chargée d'agir en Souabe, et fut fait ensuite grand maître de l'artillerie. Il dirigea le siège de Ratisbonne en 1654, s'empara de cette place, et se trouva à la bataille de Nördlingen. L'année suivante, il prit Augsbourg, déposa le sénat luthérien et en créa un autre catholique. L'empereur l'avait élevé au rang de comte de l'empire ; et Philippe IV d'Espagne l'honora de l'ordre de la Toison d'or. Il mourut en 1644.

## Source
« Otto Heinrich Fugger », dans Louis-Gabriel Michaud, Biographie universelle ancienne et moderne : histoire par ordre alphabétique de la vie publique et privée de tous les hommes avec la collaboration de plus de 300 savants et littérateurs français ou étrangers, 2e édition, 1843-1865 [détail de l’édition]